# Tetracyclos
Tetracyclos is een geslacht van vliesvleugeligen uit de familie Encyrtidae. De wetenschappelijke naam van dit geslacht is voor het eerst geldig gepubliceerd in 1942 door Kryger.

## Soorten
Het geslacht Tetracyclos is monotypisch en omvat slechts de volgende soort:
- Tetracyclos boreios Kryger, 1942